# Valdis
Valdis je lotyšské mužské křestní jméno. Jeho původ se odvozuje ze dvou možných zdrojů. Prvním je lotyšské slovo valdīt ("vládnout"), druhým pak zkrácená forma křestního jména Valdemārs, což je lotyšská podoba jména Valdemar. Jméno Valdis mají následující osobnosti:

### Významní nositelé jména
- Valdis Birkavs (* 1942), lotyšský politik a předseda vlády Lotyšska
- Valdis Celms (* 1943), lotyšský umělec a neopohanský vůdce
- Valdis Dombrovskis (* 1971), lotyšský politik, předseda vlády Lotyšska v letech 2009–2013
- Valdis Ģīlis (* 1954), lotyšský politik
- Valdis Mintals (* 1979), estonský krasobruslař
- Valdis Muižnieks (1935–2013), lotyšský basketbalový hráč
- Valdis Muktupāvels (* 1958), lotyšský etnomuzikolog, skladatel, hudebník a učitel
- Valdis Pelšs (* 1967), ruská televizní osobnost lotyšského původu, hudební umělec a herec
- Valdis Pultraks (1922–1972), lotyšský fotbalista
- Valdis Valters (* 1957), lotyšský basketbalový hráč
- Valdis Zatlers (* 1955), lotyšský politik, prezident Lotyšska v letech 2007–2011
- Valdis Zeps (1932–1996), lotyšsko-americký lingvista a profesor